# Cuba (canción de Johnny Hooker)
«Cuba» es un sencillo del cantante brasileño Johnny Hooker con participación de la cantante y drag queen brasileña Pabllo Vittar. Fue lanzado el 21 de junio de 2024, a través de BTM Produções Artísticas.